# Животов, Матвей Назарович
Матвей Назарович Животов (12 [24] августа 1884, деревня Донец, Орловская губерния — 27 ноября 1964, Москва) — активный участник революционного движения, советский партийный и хозяйственный деятель.

## Биография
Из семьи крестьянина. Стал рабочим, вступил в Коммунистическую партию (РСДРП) в 1904 году. Партийную работу вёл на Украине, в Витебской губернии, в городе Петрограде. Был неоднократно арестован. После февральской революции 1917 года член 2-го Городского районного Совета в Петрограде. С июня 1917 года председатель Центрального совета Фабзавкомов Петрограда. Участвовал в подготовке и проведении Октябрьского вооруженного восстания в Петрограде. Член Петроградского ВРК. Делегат II Всероссийского съезда Советов рабочих и солдатских депутатов. В 1918 году во время Гражданской войны на политработе в Красной Армии на Южном фронте. В 1920 году член Президиума Украинского Совнархоза. С 1923 года в Москве на хозяйственной работе. С 1949 года персональный пенсионер союзного значения.

## Награды
- Орден Ленина